# 猿山縣
猿山縣是唐代瀘州都督府能州所屬的一個羈縻縣，武則天大足元年（701年）置。其轄地在今四川省瀘州一帶地方，是唐代招撫當地土著所設置的縣，一般由其頭人任縣官。